# Tipula idahoensis
Tipula idahoensis är en tvåvingeart som beskrevs av Alexander 1955. Tipula idahoensis ingår i släktet Tipula och familjen storharkrankar. Inga underarter finns listade i Catalogue of Life.